# Lichterfeld-Schacksdorf
Lichterfeld-Schacksdorf – gmina w Niemczech w kraju związkowym Brandenburgia, w powiecie Elbe-Elster, wchodzi w skład urzędu Kleine Elster (Niederlausitz).